# Charles-Germain de Saint-Aubin
Pour les articles homonymes, voir Saint-Aubin.
Charles-Germain de Saint-Aubin, né le 17 janvier 1721 et mort le 6 mars 1786, est un dessinateur et aquafortiste français. Frère des célèbres Gabriel et Augustin de Saint-Aubin, il est connu pour avoir écrit l'Art du brodeur, traité technique sur la broderie paru en 1770.

## Biographie
Fils du brodeur Gabriel-Germain de Saint-Aubin (1696-1756) et d'Anne Boissay, il est l'aîné d'une fratrie de sept enfants - ses frères et sœurs sont Gabriel-Jacques, Catherine-Louise, Louis-Michel, Athanase, Augustin et Agathe. Charles-Germain apprit le dessin chez Dutrou. Se révélant plutôt bon dans ce domaine, son père lui en fit un métier mais refusa cependant qu’il aille se perfectionner dans les fabriques de Lyon. Charles-Germain resta à l’aider dans son atelier jusqu’en 1745 avant de se mettre à son compte. Il eut du succès dès la première année, mais se surmena beaucoup, ce qui l’épuisa. Ses histoires d’amour, notamment avec sa maîtresse de Lorraine, l’achevèrent. Il finit par se marier le 26 janvier 1751 à Françoise Trouvé, avec qui il eut trois enfants[1] qui font l’objet de toutes ses réflexions. Il prit le titre de « Dessinateur du roy » – en broderies et dentelles –, ce que personne ne contesta. Il aimait les concerts, les cabinets d’histoire naturelle et de tableaux, ainsi que la lecture. Après le décès de sa femme, morte des suites de sa dernière couche le 11 septembre 1759, il mit son fils Germain-Augustin en pension, sa fille Catherine-Noëlle, surnommée Rose, chez « sa bonne maman », garda avec lui Marie-Françoise, sa fille aînée, et sa sœur Catherine-Louise vint habiter chez lui. Il continua son travail en tant que dessinateur de broderies, il fut nommé premier de sa profession et réserva sa production à la maison Dufourny, maison de dentelles de la Reine, pendant 10 ans. Un édit du roi en 1769 réduisit de moitié ses économies pour ses enfants. L’année suivante, il partit en Flandres admirer quelques tableaux et manufactures de dentelles et donna à l’Académie des sciences un traité sur la broderie, qu’elle accepta et fit imprimer. En 1771, il voyagea à Lyon et en Provence. Marie-Françoise se maria le 19 février 1773 à Jacques Roch Donnebecq, plumassier du roi. À partir de là, ses propos sont teintés d’une certaine tristesse : il évoque la mort de son oncle en 1775, la perte de son partenariat avec la maison Dufourny, la mode de la broderie qui ralentit, la disparition de ses amis qui « l’appellent pour l’autre monde ». En janvier 1780, il maria sa fille Rose à Pierre Adrien Parisy, notaire à Fontainebleau, ce dernier mourant insolvable le 15 novembre de l’année suivante. Rose se remaria à Maître René de Bonnaire, greffier au Châtelet, le 7 février 1786. Il mourut à Paris le 6 mars 1786.
De son vivant, il bénéficia du patronage de Madame de Pompadour. La maîtresse royale l'appréciait beaucoup, si bien qu’elle lui offrit une boite de couleurs de Chine, ou encore des meubles et porcelaines du Japon.

## Œuvres
- L’Art du Brodeur. Paris, L. F. Delatour, 1770, réimp. Los Angeles, Los Angeles County Museum of Art, 1983  (ISBN 9780875871103). Accessible en ligne sur Gallica
- Bouquets champêtres dédiés à Madame la Marquise De Pompadour. Paris, Veuve F. Chéreau, s.d.
- Essai de papillonneries humaines. Paris, s.d. [vers 1748-1756]. Washington (D.C.), National Gallery of Art, Rosenwald Collection
- Premier recueil de chiffres inventés par de Saint Aubin, dessinateur du Roi. Paris, F. Chéreau, 1788.
- Deuxième recueil de chiffres inventés par de Saint Aubin, dessinateur du Roi. Paris, Vve Chéreau, s.d. Cat. Destailleur n° 913 (pour les deux recueils).
- Les Arts de l'habillement. Genève, Slatkine Reprints, 1984.